# Torres de Albarracín
Torres de Albarracín (aragónul Torres d'Albarracín) község Spanyolországban, Teruel tartományban. Torres de Albarracín Albarracín községgel határos. Lakosainak száma 191 fő (2024).

## Népesség
A település népessége az utóbbi években az alábbiak szerint változott:
| Lakosok száma | 158  | 147  | 148  | 161  | 167  | 174  | 178  | 180  | 168  | 191  |
|               | 2001 | 2004 | 2007 | 2009 | 2012 | 2014 | 2017 | 2019 | 2022 | 2024 |